# Phyllodocida
Phyllodocida – rząd wieloszczetów z podgromady błędków.

## Morfologia
Wieloszczety o segmentacji ciała homonimicznej. Liczba segmentów ciała dochodzi do 700. Prostomium jest dobrze wyodrębnione, wyposażone w przynajmniej jedną parą czułków. Głaszczki, jeśli obecne, zlokalizowane czołowo lub czołowo-bocznie. Obecne najwyżej 2 pary szczęk, lecz często szczęki nieobecne w ogóle. Mogąca się wywracać w ryjek gardziel zawsze umięśniona i cylindryczna. Parapodia u większości form wyraźne, wsparte na przynajmniej jednej gałęzi przez acikulę. Parapodia bywają jedno- lub dwugałęziste, jednak zwykle obecne są na nich oba cirrusy – grzbietowy i brzuszny.

## Biologia i ekologia
Większość gatunków to zwierzęta wolno żyjące, niektóre jednak budują rurki i pędzą życie osiadłe, a nieliczne są pasożytami lub komensalami. Należą tu formy zarówno żyjące na dnie jak i pelagiczne. Większość gatunków występuje w wodach morskich, ale niektóre żyją w wodach słonawych i słodkich.

## Systematyka
Obecnie zalicza się tu 4 podrzędy i kilka rodzin nieprzypisanych do żadnego z nich:
- Aphroditiformia
- Nereidiformia
- Glyceriformia
- Phyllodociformia
- brak przypisanego podrzędu:
  - Levidoridae
  - Iospilidae Bergström, 1914
  - Nephtyidae Grube, 1850
  - Sphaerodoridae Malmgren, 1867
  - Tomopteridae Grube, 1850
  - Typhloscolecidae Uljanin, 1878
  - Yndolaciidae Støp-Bowitz, 1987

Do rzędu tego należy około 4 tysięcy gatunków.